# Länsipauha (ö i Norra Österbotten)
Länsipauha är tillsammans med Aijänkainalo, några småöar i Finland.   De ligger i kommunen Kalajoki i den ekonomiska regionen  Ylivieska ekonomiska region  och landskapet Norra Österbotten, i den centrala delen av landet, 500 km norr om huvudstaden Helsingfors.